# Gracilistilbella aterrima
Gracilistilbella aterrima är en svampart som först beskrevs av Welw. & Curr., och fick sitt nu gällande namn av Seifert 2000. Gracilistilbella aterrima ingår i släktet Gracilistilbella och familjen Bionectriaceae.   Inga underarter finns listade i Catalogue of Life.